# I. Demeter alexandriai püspök
I. Demeter, görögösen Démétriosz (ógörögül: Δημήτριος, latinul: Demetrius), (? – 232. október 22.) alexandriai püspök 189-től haláláig, ókeresztény író. Az irodalomtörténet Alexandriai Démétrioszként tartja számon.
Alexandria első történetileg is dokumentálható püspöke volt. Órigenész ellenfelének számított, egyházi eljárást is indított ellene. Ezen eljárás kapcsán több levelet is írt, amelyek azonban nem maradtak ránk.